# Cozes
Cozes ist eine französische Gemeinde mit 2223 Einwohnern (Stand 1. Januar 2022) im Département Charente-Maritime in der Region Nouvelle-Aquitaine; sie gehört zum Arrondissement Saintes und zum Kanton Saintonge Estuaire.
Nachbargemeinden von Cozes sind Grézac im Norden, Saint-André-de-Lidon im Osten, Épargnes im Süden, Arces im Südwesten sowie Semussac im Westen.

## Bevölkerungsentwicklung
| Jahr      | 1962 | 1968 | 1975 | 1982 | 1990 | 1999 | 2007 | 2017 |
| Einwohner | 1579 | 1653 | 1697 | 1746 | 1730 | 1830 | 1925 | 2142 |

## Sehenswürdigkeiten
- Kirche Saint-Pierre (12. Jahrhundert, Monument historique)
- Markthalle (15./18. Jahrhundert, Monument historique)

Siehe auch: Liste der Monuments historiques in Cozes

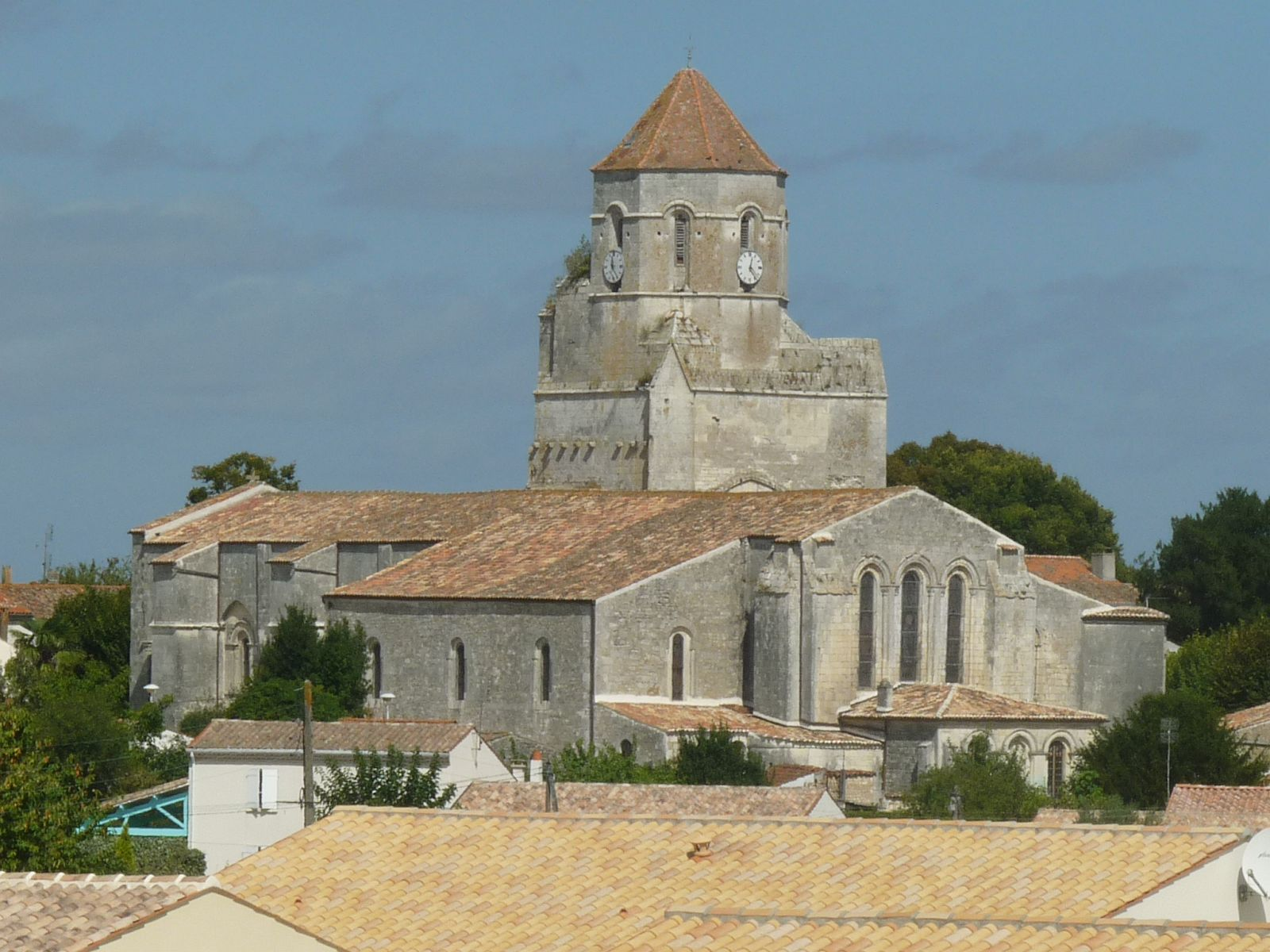
Kirche Saint-Pierre
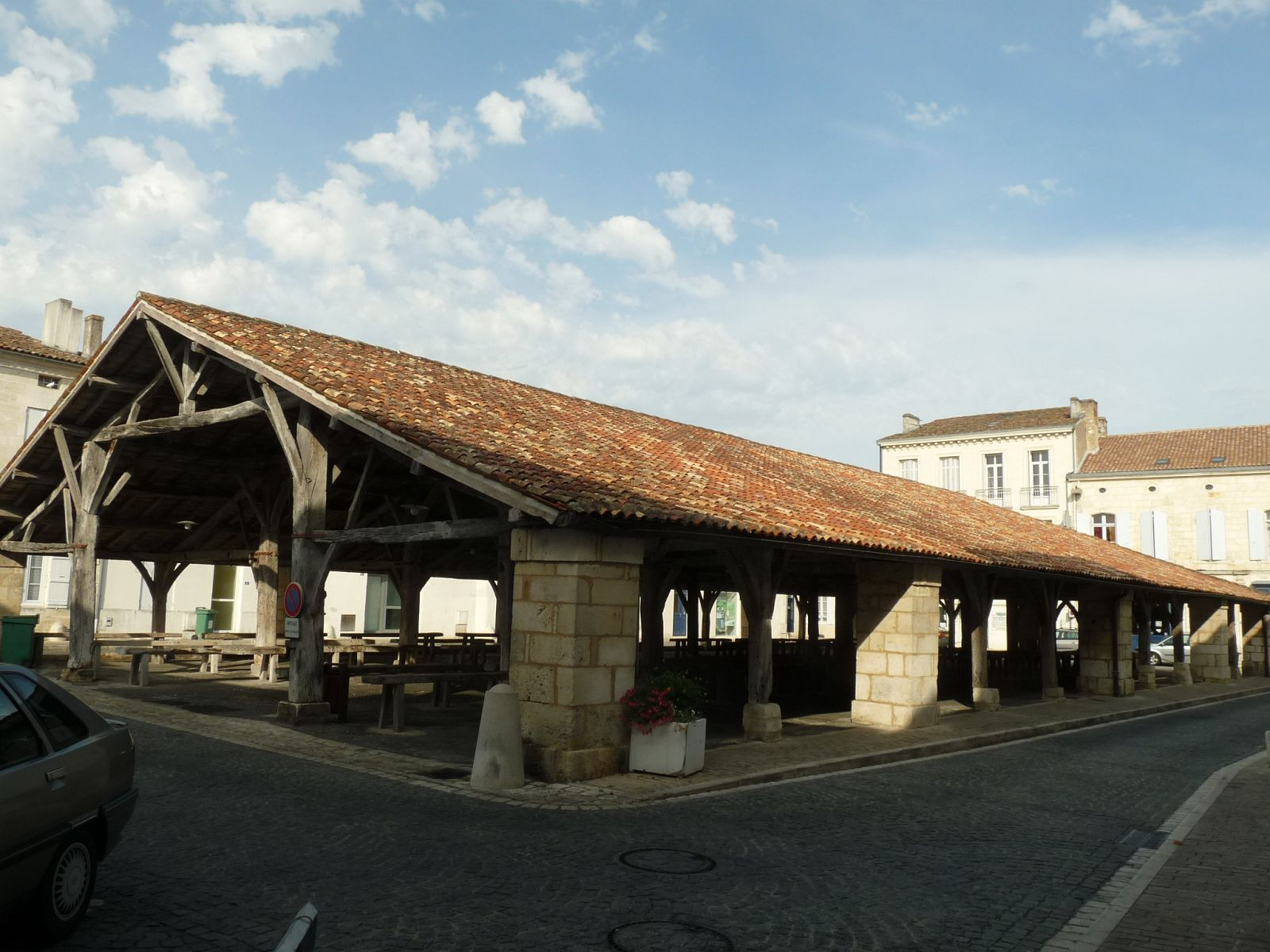
Markthalle